# 杜利貝 (特諾皮爾州)
48°55′49″N 25°25′55″E / 48.93028°N 25.43194°E
杜利比（烏克蘭語：Дуліби）是位於烏克蘭西部特諾皮爾州裏喬爾特基夫區的村莊，處於斯特里帕河畔，分別距離新西爾卡1公里和日尼博羅德2.5公里，面積0.845平方公里，2001年人口855。